# 스와베 준이치
스와베 준이치(일본어: 諏訪部 順一, 1972년 3월 29일 ~ )는 일본의 남자 성우다.

## 인물
남자 성우로 나레이션 DJ로 활동한다. 도쿄배우생활협동조합(배협) 소속이다. 도쿄도 출신. 스와베쥰이치(スワベジュンイチ)라고 불리는 팀 프로젝트도 하고 있다.
대학 졸업 후, 수많은 직업을 경험한 후에 양성소(배협 보이스 연기자 스튜디오)를 거쳐 배협 소속이 된다. 20대중에서 골든범위를 시작해 수많은 프로그램이나 CM의 나레이션을 맡는 등, 나레이터로서의 경력은 같은세대 중에서도 빼어나다. 제일 많았던 때에는, 한달에 90개 가까이의 일을 하고 있었던 적도 있다.
텔레비전 애니메이션「테니스의 왕자님」의 아토베 케이고역으로 성우로서도 급상승. 아토베 케이고의 이름으로 2005년 3월 30일에 릴리즈 한 싱글 「理由/E気持」은 2005년 4월11일부 오리콘위클리 차트 첫등장에 9위에 올랐다. 2006년 10월 4일 릴리스 앨범 「THE ULTIMATE HARD WORKER」에서는, 애니메이션 방영 종료후에도 불구하고 2006년 10월 16일부에 같은 차트로 첫 등장에 21위에 올랐다. 2008년 10월4일 릴리즈 싱글 「好きさ好きさ好きさ」에서는 10월13일자 위클리 차트 첫 등장에 16위에 오르는 등, 단독 남성의 캐릭터 송CD로서는 최고 레벨의 매상을 기록하고 있다.
아토베역과 같이 쿨한 미남역이나 미형의 악역, 자신에게 자신이 있는 역을 연기하는 것이 많지만, 마음이 약한 역이나 여성적인 남성역 등 폭넓게 소리를 연기해 2006년의 FIFA월드컵 그럼 공식 마스코트·Pille(피레)의 더빙을 맡는 등, 다방면에 걸쳐 활약 중이다.
성우로서는 「에로 보이스」로써 인지도가 높지만, 나레이션은 밝고 경쾌하고 재치있는 것으로부터 침착한 톤까지 폭이 넓고, 그 이미지차이는 격렬하다.
주된 작사 작품은, 아토베 케이고 이름의 곡으로 5곡, 乙女番長의 곡으로 2곡, 乙JAPAN 이름의 곡으로 1곡, スワベジュンイチ(스와베 쥰이치)이름의 곡으로 1곡, 페로☆맨 이름의 곡으로 1곡,「PEACE MAKER 쿠로가네」로 공동 출연한 인연으로 사이가 미츠키의 2nd 앨범에 「君想うシプレ」라고 하는 곡의 작사를 했다. 드라마CD「근성 버틀러G」의 주제가는 작사 뿐만이 아니라 작곡·노래도 다루고 있다.
남성 성우 유닛 「수수께끼의 신 유닛 STA☆MEN」의 리더이다
오토바이 여러대와 유럽차를 여러대를 소유하고 있다. 미키 신이치로,오노사카 마사야와 대등한 성우계의 손꼽을 정도로 카매니아로서 유명. 애견은 제로라는 이름의 수컷 스무스 코트 치와와.
「테니스의 왕자님」으로 연기한 아토베 케이고와 같은 지점에 눈물점이 있어, 스와베 본인의 트레이드마크로 돼 있다.
スワベジュンイチ(스와베 쥰이치)는 스와베 쥰이치가 시작한 엔터테인먼트 프로젝트의 명칭.이 경우의 スワベジュンイチ(스와베 쥰이치)는 프로젝트 팀명이므로, 스와베 개인을 나타내지 않는다.

## 출연작

### TV 애니메이션
- 1998년

- GTO(후지요시 코지)

2000년
- 은장기공 오디안(글리세린)

2002년
- 쵸비츠(코지마 요시유키)

2003년
- X (모조 후우마)
- 마법사에게 소중한 것(오야마다 마사미)
- 테니스의 왕자 (아토베 케이고)

2004년
- 블리치 (그림죠)
- DearS(노나카 히로후미)
- 기동전사 건담 SEED DESTINY (스팅 오클레이)

2005년
- 작안의 샤나(프리아그네)
- BLOOD+ (반 알쟈노)
- 트리니티 블러드 (카인 나이트로드)
- 피치걸 (오오지 고로)
- 건퍼레이드 오케스트라 (노구치 미치야)

2006년
- 페이트/스테이 나이트(아처)
- 소년 음양사 (에노키 류사이)
- 나이트 헤드 제네시스 (미쿠모 겐고)
- 나나 (타카쿠라 쿄스케)
- 채운국 이야기 (다초순)

2007년
- 작안의 샤나 II(프리아그네)
- ZOMBIE-LOAN (시바 레이치로)
- 렌탈 마법사 (네코야시키 렌)
- 노다메 칸타빌레 (키쿠치 토오루)
- 러브★콤플렉스 (마이타케 쿠니우미)
- 멋진 탐정 라비린스 (시나노 세이란)

2008년
- 닌자의 왕 (시미즈 라이코우)
- 모노크롬 팩터 (시로가네)
- 흑집사 (언더테이커)
- 아마츠키 (본텐)
- BUS GAMER (나카죠 노부토)
- 뱀파이어 기사 (카인 아카츠키)
- 망량의 상자 (아오키 분조)
- 시카바네 히메 (미부 사다히로)

2009년
- 판도라 하츠 (레임 루넷트)
- 강각의 레기오스(시바리스 퀄라핀 루켄스)
- 07-GHOST (프라우)

2010년
- 페어리테일 (프리드 저스틴)
- 전설의 용자의 전설 (밀란 프로워드)
- 흑집사2 (언더테이커)
- 학원묵시록 HIGHSCHOOL OF THE DEAD (코무로 타카시)
- 바쿠만 (후쿠다 신타)
- 다다미 넉장 반 세계일주 (죠가사키 마사키)

2011년
- 꽃이피는 첫걸음 (지로마루 타로)
- 우리들에게 날개는 없다(나리타 하야토)
- 노래의☆왕자님 진심 LOVE 1000% (진구지 렌)
- 나츠메 우인장 3기 (마토바 세이지)
- 언젠가 천마의 검은 토끼 (쿠로스 피리엘 유이치)
- 데드맨 원더랜드 (타마키 츠네나가)
- 바쿠만2 (후쿠다 신타)

2012년
- 아쿠아리온EVOL (도나르 단테츠)
- 신 테니스의 왕자님 (아토베 케이고)
- 나츠메 우인장 4기 (마토바 세이지)
- 쿠로코의 농구 (아오미네 다이키)
- 마기 (쟈미르)
- 오늘부터 신령님 (키리히토)

2013년
- 원피스 (베르고)
- 데빌 서바이버 2 (호츠인 야마토)
- 카니발 (우로)

2014년
- 프리파라 (안경오빠)

- 새벽의 연화 (재하)

2015년
- 노래의 ☆ 왕자님 ♪ 진짜 LOVE 레볼루션즈 (진구지 렌)
- 갓 챠맨 쿠라우즈 인사이트 (토리 야마 미리오)

- Fate / stay night [Unlimited Blade Works] 2nd 시즌 ( 아쳐 )

- 도라에몽 (모사로)

- 건담 G의 레콘기스타 (로젠탈 · 코바시)
- GANGSTA. (워릭 아칸젤)
- 오늘부터 신령님 (키리히토)
- 스타뮤 고교성가극 (오오토리 이츠키)
- 식극의 소마 (하야마 아키라)

2016년
- 서뱀프 (폭식)
- 문호 스트레이독스 (오다 사쿠노스케)
- 노래의 ☆ 왕자님!♪ 정말 LOVE레전드 스타 (진구지 렌)
- 우시오와 토라 (간노)
- 키즈나이버 (야마다 카즈나오)
- 바크온 (中野欽矢)
- 프린스 오브 스트라이드 얼터너티브 (쿠가 쿄스케)
- 마이 히어로 아카데미아 (아이자와 쇼타)
- 단간론파 3-The End of 희망봉 학원-절망 편 (사카쿠라 쥬죠)
- 단간론파 3-The End of 희망봉 학원-미래 편 (사카쿠라)
- 불쾌한 모노노케안 (릿포)
- 식극의 소마 두 번째 접시 (하야마 아키라)
- 유리!!! on ice (빅토르 니키포로프)
- 종말의 이제타 (베르그만)

2017년
- ACCA 13구 감찰과 (그롯슈라ー)
- 겁쟁이 페달 NEW GENERATION (칸자키 토오지)
- 페이트/아포크리파 (흑의 세이버)
- 식극의 소마 세 번째 접시 (하야마 아키라)

2018년
- 식극의 소마 세 번째 접시 -  - 토오츠키 열차 편 (하야마 아키라)
- 소드 아트 온라인 앨리시제이션 (베르쿨리 신서시스 원)

2019년
- 앙상블 스타즈! (란 나기사)
- 노 건즈 라이프 (이누이 쥬조)
- 소드 아트 온라인 앨리시제이션 War of Underworld (베르쿨리 신서시스 원)
- 귀멸의 칼날 (쿄우가이)

2020년
- 런웨이에서 웃어줘 (야나기다 하지메)
- 오다 시나몬 노부나가 (혼간지 토기요시)
- 노 건즈 라이프 2기 (이누이 쥬조)
- 주술회전 (료멘 스쿠나)

시기미정
- 유정천가족2 (시모가모 야이치로)

### 극장판
2007년
- 작안의 샤나 극장판(프리아그네)

2010년
- 페이트 스테이 나이트 극장판 Unlimited Blade Works (아쳐)

2017년
- 흑집사: 북 오브 더 아틀란틱 (언더테이커)
- 극장판 쿠로코의 농구 라스트 게임
- 극장판 마법과 고교의 열등생: 별을 부르는 소녀

2020년
- 벰 : 비컴 휴먼 (닥터 리사이클)

2021년
- 기동전사 건담: 섬광의 하사웨이 (케네스 슬랙)

2024년
- 기동전사 건담 SEED FREEDOM (마즈 시에몬)
- 데드데드 데몬즈 디디디디 디스트럭션 (나카가와 히로시)

### OVA
2006년
- 테니스의 왕자 OVA(아토베 케이고)

### 게임
2001년
- FINAL FANTASY X (시모어 구아드, 쟛슈, 시파프 술사)

2002년
- VM JAPAN (로쿠로)

2003년
- FINAL FANTASY X-2 (마스터, 쟛슈)

2004년
- 록맨 제로3 (오메가)
- 막말연화 신선조 (타츠미)

2005년
- 요인 (九鬼耀鋼) : 御成門佐清 명의
- DUEL SAVIOR DESTINY (세잘)

2006년
- 록맨 젝스 (오메가)
- 러브★콘 ~펀치DE콘트~ (마이타케 쿠니우미(마이티))
- 파레드레느 (흑귀족)
- BLEACH Wii 백인 빛나는 윤무곡 (그림죠 재거 잭)

2007년
- Fate/stay night [Realta Nua] (아처)
- BLEACH ~HEAT THE SOUL4~ (그림죠 재거 잭)
- 러브☆돌 ~Love Drops~ (사에키 아야토)
- 드래고니어즈 아리아 용이 잠들 때까지 (랑그레이 볼드윈)
- BLEACH ~블레이드 버틀러즈2nd~ (그림죠 재거 잭)
- 페이트/타이가 콜로세움 (아처)
- CRISIS CORE -FINAL FANTASY VII- (챙)
- 파레드레느 -Palais de Reine- (흑귀족)

2008년
- 12RIVEN -the Ψcliminal of integral- (오오데 마치)
- BLEACH ~HEAT THE SOUL5~ (그림죠 재거 잭)
- 하나요이 로마네스크 사랑과 슬픔 그런 너를 위한 아리아 (호쇼 키쿄)
- 우리들에게 날개는 없다 ~Prelude~ (나리타 하야토)

2009년
- Summon Night X ~ Tears Crown (팡)
- 철권6 (라스 알렉산데르손)
- 우리들에게 날개는 없다 (나리타 하야토)

2010년
- 어쌔신 크리드 브라더 후드 ( 체사레 보르자 )

- 도키메키 메모리얼 : 걸스 사이드 3rd 스토리 DS (사쿠라이 코우이치)

2011년
- 블레이블루 컨티뉴엄시프트ii (레리우스 클로버)

2012년
- 스트리트 파이터 X 철권 (발록)
- 테일즈 오브 엑실리아 2 (크로노스 )

2013년
- Fate / EXTRA CCC ( 아처 )
- 노래의 ☆ 왕자님 ♪ All Star ( 진구지 렌 )
- 삼국 연 전기 ~ 소녀의 병법! ~ 생각으로 반환 (주유 공근)

2014년
- 울트라 스트리트 파이터 IV (발록  )

- Fate / hollow ataraxia (아처 )

- GUILTY GEAR Xrd -SIGN- (베놈  )

- 영웅전설 섬의궤적2 (맥번)

2015년
- 꿈 왕국과 잠자는 100 명의 왕자 (더글러스  )

- 드래곤 퀘스트 VIII 하늘과 바다와 대지와 저주받은 공주 (마르첼로 )
- 파이어 엠블렘 if (조커 )
- Fate / Grand Order (지크프리트, 에미야 )
- 앙상블 스타즈! (란 나기사)

2016년
- 스타 오션 5 Integrity and Faithlessness ( 에머슨)

- Fate / EXTELLA (무명(...))
- 노래의 ☆ 프린스 님 ♪ MUSIC 3 ( 진구지 렌 )

#### 2017년
- 파라노말 키스 (카가미 나츠메)

### DRAMA CD
2007년
- ZOMBIE-LOAN (시바 레이치로)

### 라디오
- 工口×工口(코구치 코구치) - 이시카와 히데오와 공동진행. (라디오 칸사이, 2007년 4월 - 2009년 3월)
- 테니스의 왕자 온 더 레이디오 - 진행자 월별 교대. (분카방송)
- 론하룸 - 이시카와 히데오와 공동진행. (라디오 칸사이, 2009년 4월 - )
- Fate/stay tune UNLIMITED RADIO WORKS - 카와스미 아야코, 우에다 카나가 격주 출연하여 공동진행. (인터넷 라디오, 2009년 10월 16일 - )